# Vlag van Fribourg

Vlag van Fribourg

De vlag van Fribourg is de vlag van kanton Fribourg in Zwitserland. De vlag bestaat uit twee horizontale banen, boven zwart en onder wit en is sinds de 15e eeuw in gebruik. De betekenis van de kleuren is niet bekend, maar mogelijk verwijst het zwart naar de geestelijkheid of de vruchtbare grond en het wit naar de rivier de Saane.